# 日光街道

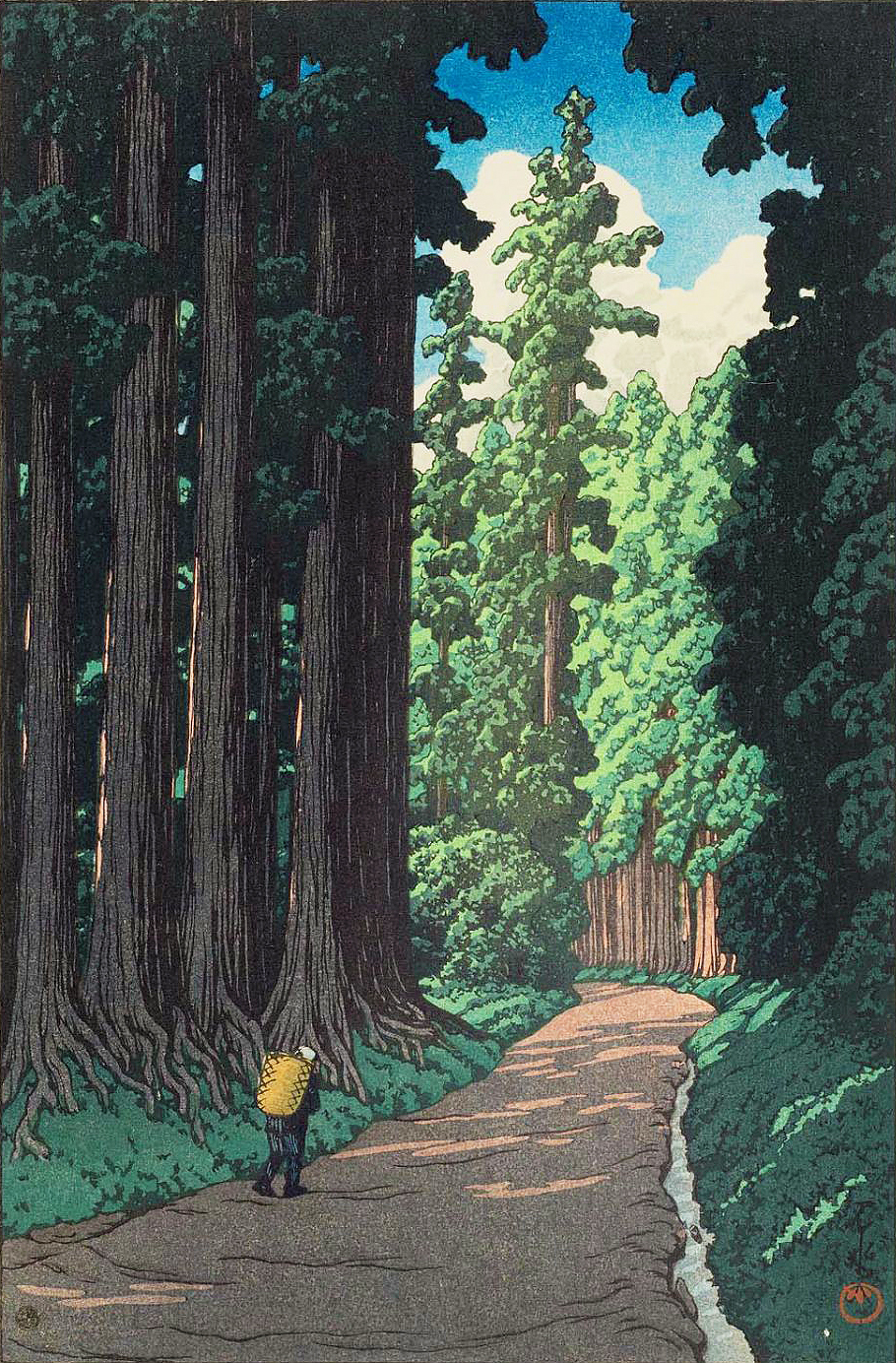
川瀬巴水「日光街道」1930年

日光街道（にっこう かいどう）は、日本の江戸時代に設けられていた五街道の一つ。
江戸日本橋（武蔵国豊島郡日本橋、現在の東京都中央区日本橋）を起点とし、日光坊中（下野国都賀郡日光東照宮、現在の栃木県日光市山内）に至る街道。
道中には21の宿場が置かれていた。日本橋から宇都宮までの道程は奥州街道と共通であった。この区間にはもともと古道奥州道があったが、日光街道の開通とともに日光街道と称されるようになった。
現在も、国道4号の宇都宮市以南と、国道119号の通称として用いられる。

## 概説

### 日光街道の整備
日光街道は江戸時代に徳川幕府（江戸幕府）の政策として整備された五街道のひとつで、1636年（寛永13年）江戸 - 下野国日光間に開通した。江戸から徳川家康を祀る日光東照宮に至る主要道路として東海道に次いで整備された。
もともと日本橋から宇都宮城（宇都宮宿）までの区間には古道奥州道が通り、その北部区間の宇都宮城下から鉢石宿間にも古道日光街道が通っていたが、宇都宮 - 日光間にはその東側に新たにこれと並行する道が設置された。
日光街道の敷設の目的として、歴代徳川将軍の東照大権現への参拝、すなわち日光東照宮への参詣（日光社参）と云われているが、もともと五街道を計画したのは徳川家康本人であり、その際に日光山の参詣を目的とする街道を徳川幕府における政策上の重要路線としたが、徳川幕府の将軍家が日光参詣する折には、江戸城下の本郷追分から幸手宿までの日光御成道を通るのが通例であり、幸手宿から小山宿まで日光街道、小山宿以北は日光街道だけでなく、壬生通りおよび日光例幣使街道を経て日光へ至る経路も併せて用いられている。江戸から下野国を経て奥州方面に至る物流の動脈路線として計画、整備されたものであることが容易に推察される。

### 宇都宮城下

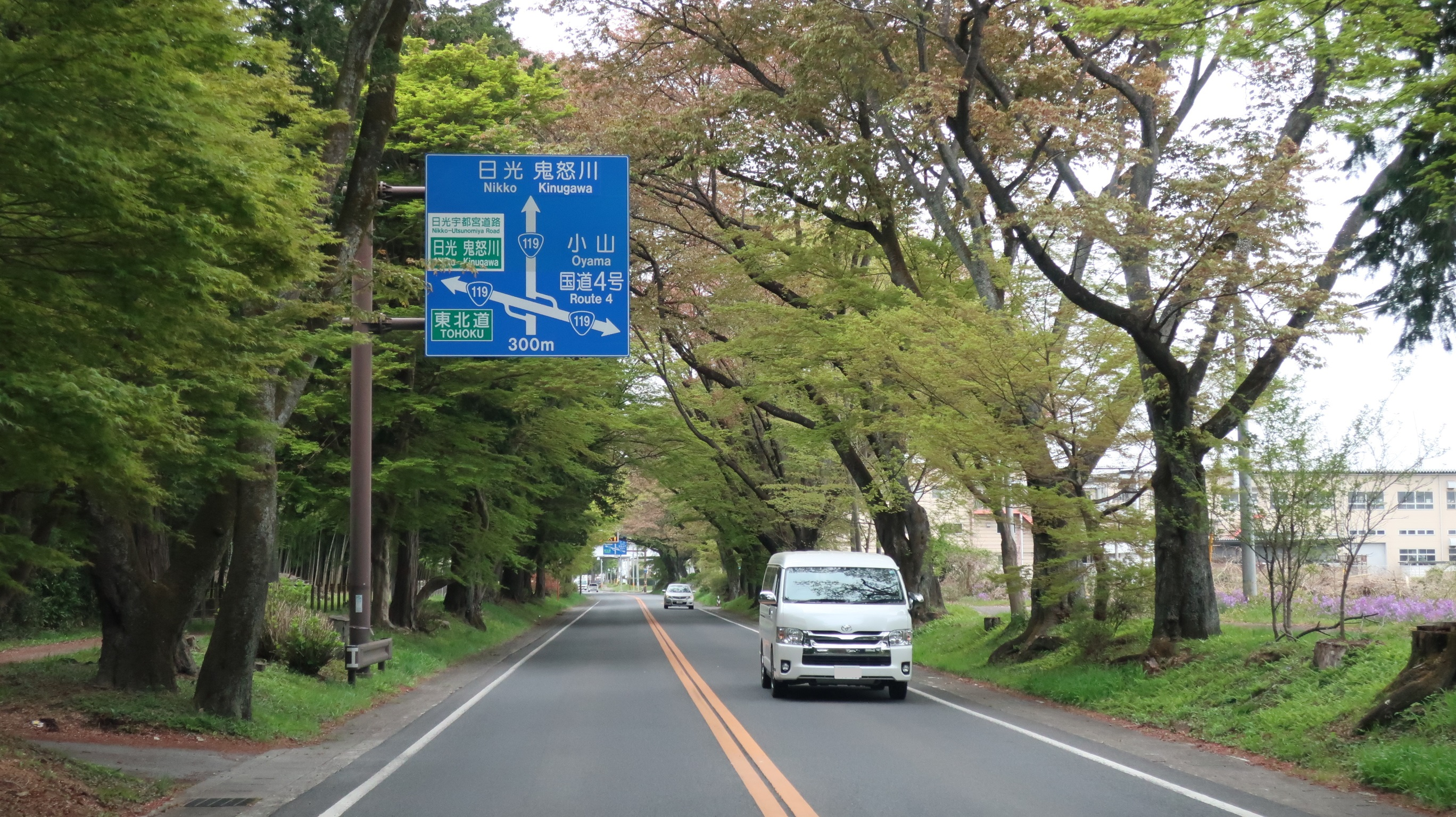
宇都宮市内の日光街道（国道119号）2018年

宇都宮城下では城主本多正純の下で宇都宮城の整備と町割りが行われ、その西部に宇都宮宿が新たに設けられた。日光街道は旧奥州道を辿って北上し、宇都宮城の手前の不動堂付近で古道奥州道から外れ、城の西側方面に一旦折れた後に北上する経路が取られ、宿内の新石町と伝馬町、本郷町の界隈に新奥州街道との追分が設けられた。ここより奥州街道は東進し、日光街道は北進する。かつて沿道には杉の木が植えられ、特に松平正綱は約20年にわたって植樹を続けたといわれている。現在も栃木県日光市の一部区間に日光杉並木として残されている。

### 脇街道

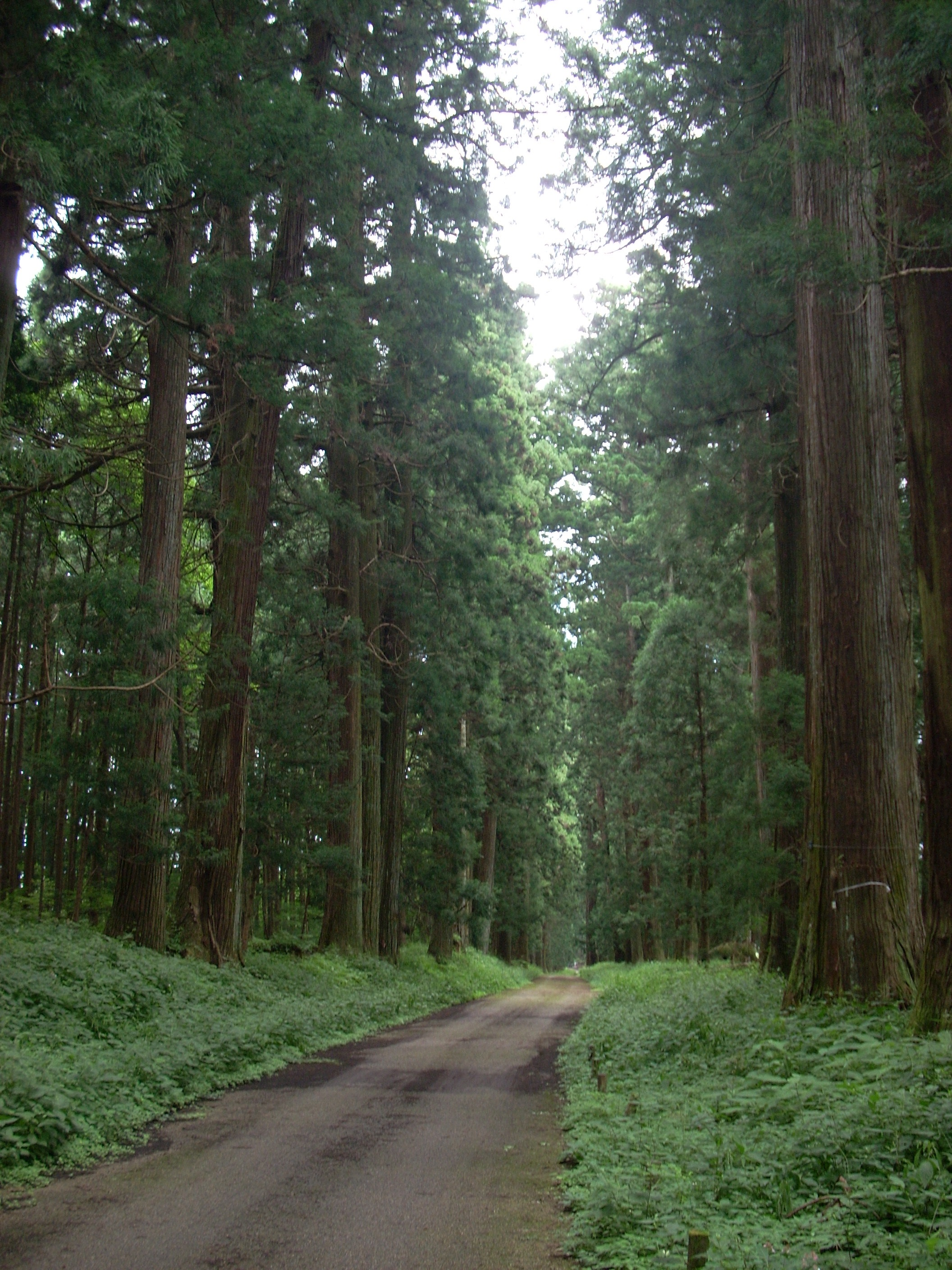
日光杉並木（壬生通り）、2010年

日光西街道または日光道中壬生通りと呼ばれる街道は、小山宿（現小山市）北部の馬頭観音堂付近（喜沢村または木沢村）で分岐し、壬生城下壬生宿、鹿沼城下鹿沼宿などを経て今市宿に至り、ここで再び日光街道に至る。

### 現代

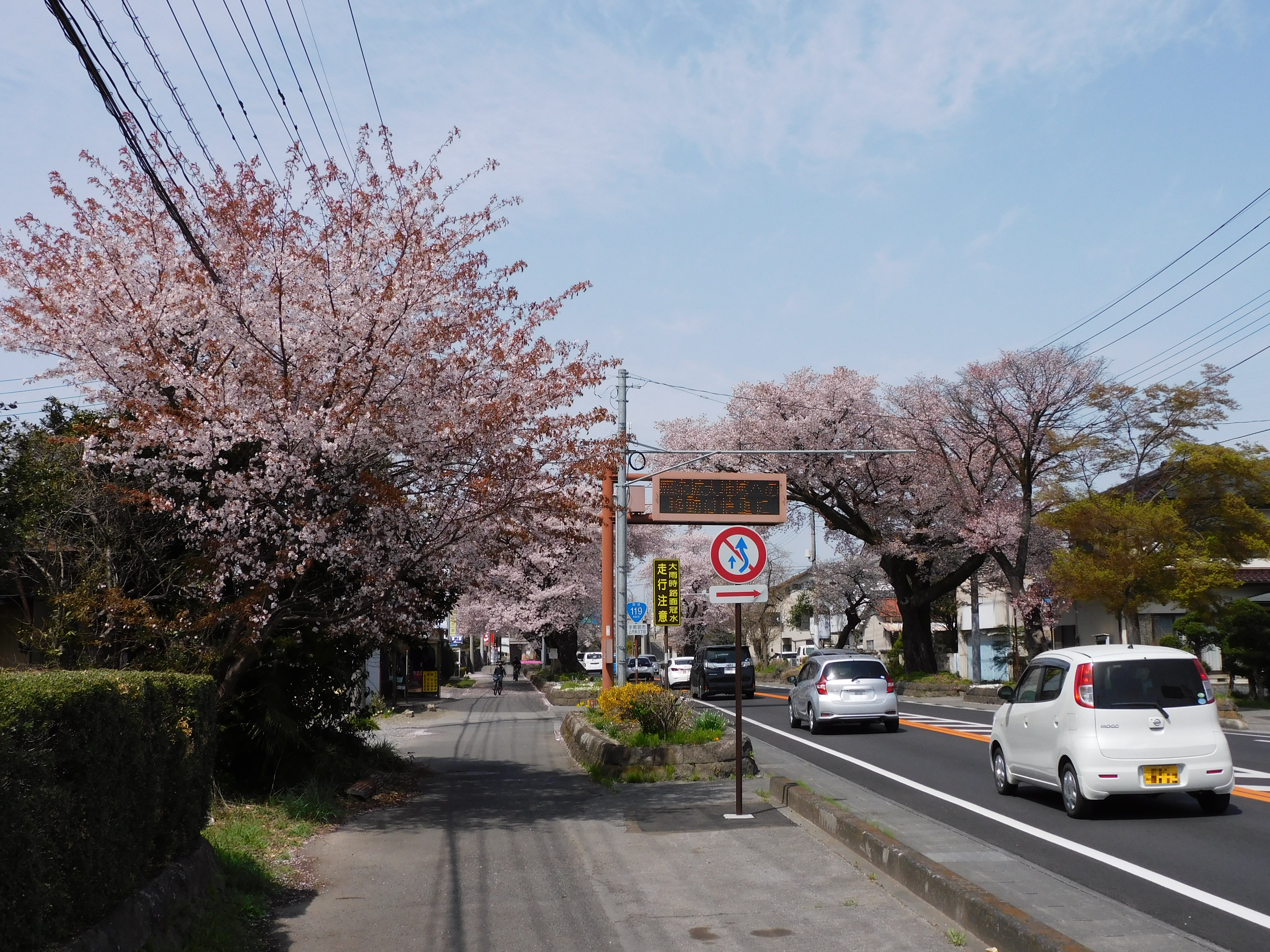
日光街道桜並木

宇都宮市内の桜並木区間は、日本さくら名所100選に選定されている。また、うつのみや百景にも選定されている。
草加市など6自治体は、2016年（平成28年）より「埼玉六宿」として連携して日光街道の名所を紹介するキャンペーンを実施している。2021年（令和3年）には千住宿を活用した活性化を考えていた足立成和信用金庫が鹿沼相互信用金庫などと「日光街道・日光西街道御宿場印プロジェクト」を立ち上げ、「御宿場印」を制作・販売する活動を開始した。

## 行程
本項では日光街道の全行程を示す。通し番号付きが宿場であり、「何番の宿場（宿場町）」であるかを示す。
| 宿場           | 江戸期の行政区分 | 江戸期の行政区分 | 現在の自治体 | 現在の自治体 | 現在の自治体 | 特記事項 |
| 宿場           | 令制国           | 郡               | 都道府県     | 市区町村     | 市区町村     | 特記事項 |
| -------------- | ---------------- | ---------------- | ------------ | ------------ | ------------ | --- |
| 起点：日本橋   | 武蔵国           | 豊島郡           | 東京都       | 中央区       | 中央区       | 東海道、甲州街道、中山道、矢倉沢往還（青山通り大山道）と結ぶ。                                                        |
| 1. 千住宿      | 武蔵国           | 足立郡           | 東京都       | 足立区       | 足立区       | 水戸街道が分岐。 |
| 2. 草加宿      | 武蔵国           | 足立郡           | 埼玉県       | 草加市       | 草加市       | |
| 3. 越ヶ谷宿    | 武蔵国           | 埼玉郡           | 埼玉県       | 越谷市       | 越谷市       | |
| 4. 粕壁宿      | 武蔵国           | 埼玉郡           | 埼玉県       | 春日部市     | 春日部市     | |
| 5. 杉戸宿      | 武蔵国           | 葛飾郡           | 埼玉県       | 北葛飾郡     | 杉戸町       | |
| 6. 幸手宿      | 武蔵国           | 葛飾郡           | 埼玉県       | 幸手市       | 幸手市       | 日光御成街道が合流、筑波道が分岐。                                                                                    |
| 7. 栗橋宿      | 武蔵国           | 葛飾郡           | 埼玉県       | 久喜市       | 久喜市       | |
| 8. 中田宿      | 下総国           | 葛飾郡           | 茨城県       | 古河市       | 古河市       | |
| 9. 古河宿      | 下総国           | 葛飾郡           | 茨城県       | 古河市       | 古河市       | 古河城下 |
| 10. 野木宿     | 下野国           | 都賀郡           | 栃木県       | 下都賀郡     | 野木町       | |
| 11. 間々田宿   | 下野国           | 都賀郡           | 栃木県       | 小山市       | 小山市       | |
| 12. 小山宿     | 下野国           | 都賀郡           | 栃木県       | 小山市       | 小山市       | 日光西街道、結城道、佐野道、栃木道が分岐                                                                              |
| 13. 新田宿     | 下野国           | 都賀郡           | 栃木県       | 小山市       | 小山市       | |
| 14. 小金井宿   | 下野国           | 都賀郡           | 栃木県       | 下野市       | 下野市       | |
| 15. 石橋宿     | 下野国           | 都賀郡           | 栃木県       | 下野市       | 下野市       | |
| 16. 雀宮宿     | 下野国           | 河内郡           | 栃木県       | 宇都宮市     | 宇都宮市     | |
| 17. 宇都宮宿   | 下野国           | 河内郡           | 栃木県       | 宇都宮市     | 宇都宮市     | 宇都宮城下 奥州街道（宇都宮市中心街西部、伝馬町交差点付近）、壬生道（佐野道）、鹿沼道、田原道、新里道、大谷道が分岐。 |
| 18. 徳次郎宿   | 下野国           | 河内郡           | 栃木県       | 宇都宮市     | 宇都宮市     | |
| 19. 大沢宿     | 下野国           | 都賀郡           | 栃木県       | 日光市       | 日光市       | |
| 20. 今市宿     | 下野国           | 都賀郡           | 栃木県       | 日光市       | 日光市       | 日光例幣使街道、会津西街道、日光北街道が分岐。                                                                        |
| 21. 鉢石宿     | 下野国           | 都賀郡           | 栃木県       | 日光市       | 日光市       | |
| 終点：日光坊中 | 下野国           | 都賀郡           | 栃木県       | 日光市       | 日光市       | 日光東照宮 |

## 東京都通称道路名
東京都台東区から東京都足立区西保木間に至る国道4号及び東京都道49号足立越谷線の東京都通称道路名でもある。東京都特別区域北東部を南北に走る。

### 概要
- 起点：台東区根岸五丁目（大関横丁交差点 = 明治通り交点、昭和通り終点）
- 終点：足立区西保木間四丁目（埼玉県境）
- 通過する自治体：（全線東京都内）台東区 - 荒川区 - 足立区

### 交差する道路など
| 交差する道路など                              | 交差する道路など                          | 交差地点     | 交差地点 | 日本橋から (km) |
| --------------------------------------------- | ----------------------------------------- | ------------ | -------- | --------------- |
| 国道4号〈昭和通り〉日本橋・上野方面           |                                           |              |          |                 |
| 東京都道306号王子千住夢の島線〈明治通り〉     | 東京都道306号王子千住夢の島線〈明治通り〉 | 台東区       | 大関横丁 | 5.7             |
| 東京都道464号言問橋南千住線                   | －                                        | 荒川区       |          |                 |
| 隅田川                                        | 隅田川                                    | 荒川区       | 千住大橋 |                 |
| 隅田川                                        | 隅田川                                    | 足立区       | 千住大橋 |                 |
| 東京都道461号吾妻橋伊興町線〈墨堤通り〉       | 東京都道461号吾妻橋伊興町線〈墨堤通り〉   | 千住宮元町   |          |                 |
| 東京都道449号新荒川堤防線                     |                                           |              |          |                 |
| 荒川                                          | 荒川                                      | 千住新橋     |          |                 |
| 東京都道308号千住小松川葛西沖線〈平和橋通り〉 | 東京都道450号新荒川葛西堤防線             | 千住新橋北詰 | 9.4      |                 |
| 東京都道318号環状七号線〈環七通り〉           | 東京都道318号環状七号線〈環七通り〉       | 梅島         |          |                 |
| －                                            | 国道4号〈草加バイパス〉                   | 西保木間     |          |                 |
| 毛長川                                        | 毛長川                                    | 水神橋       |          |                 |
| 東京都道49号足立越谷線春日部・越谷方面        |                                           |              |          |                 |

### 交通量
2005年度（平成17年度道路交通センサスより）
平日24時間交通量（台）
- 足立区千住4-10：67,544
- 足立区梅島1-1：52,439
- 足立区島根2-29：53,291